# Pedicularia californica
Pedicularia californica is een slakkensoort uit de familie van de Pediculariidae. De wetenschappelijke naam van de soort is voor het eerst geldig gepubliceerd in 1864 door Newcomb.